# Pörtschach am Wörther See
Pörtschach am Wörther See (szlovénül Poreče ob Vrbskem jezeru) osztrák község Karintia Klagenfurtvidéki járásában. 2016 januárjában 2713 lakosa volt. Népszerű üdülőhely és hivatalosan elismert klimatikus gyógyüdülőhely.

## Elhelyezkedése

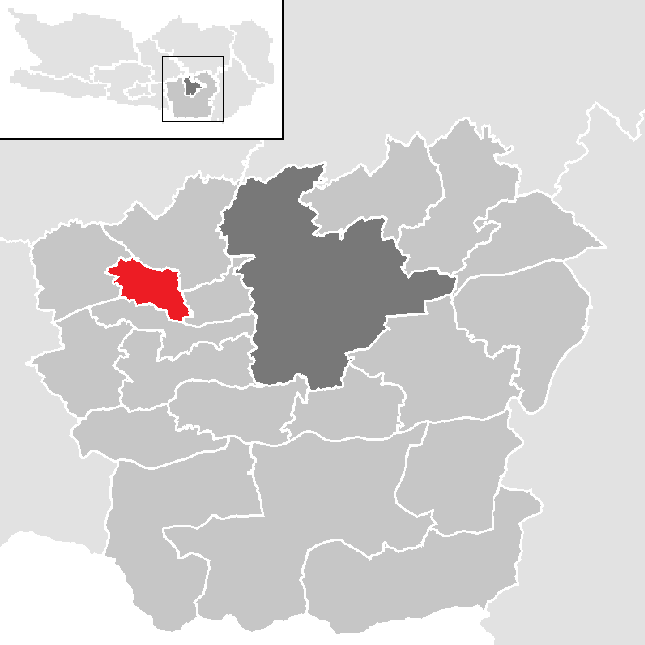
Pörtschach am Wörther See a Klagenfurtvidéki járásban

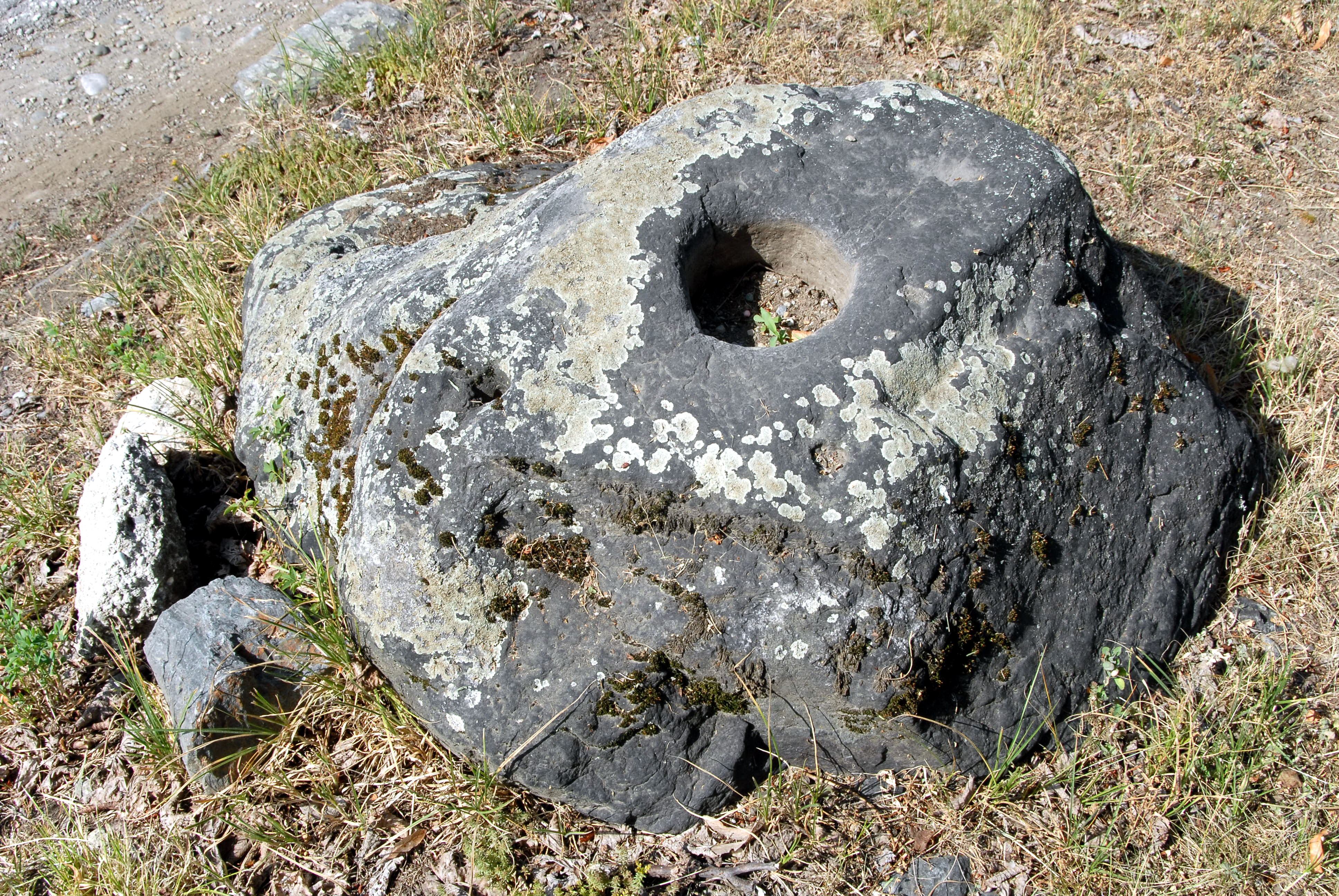
A kőkorszaki kultikus kő

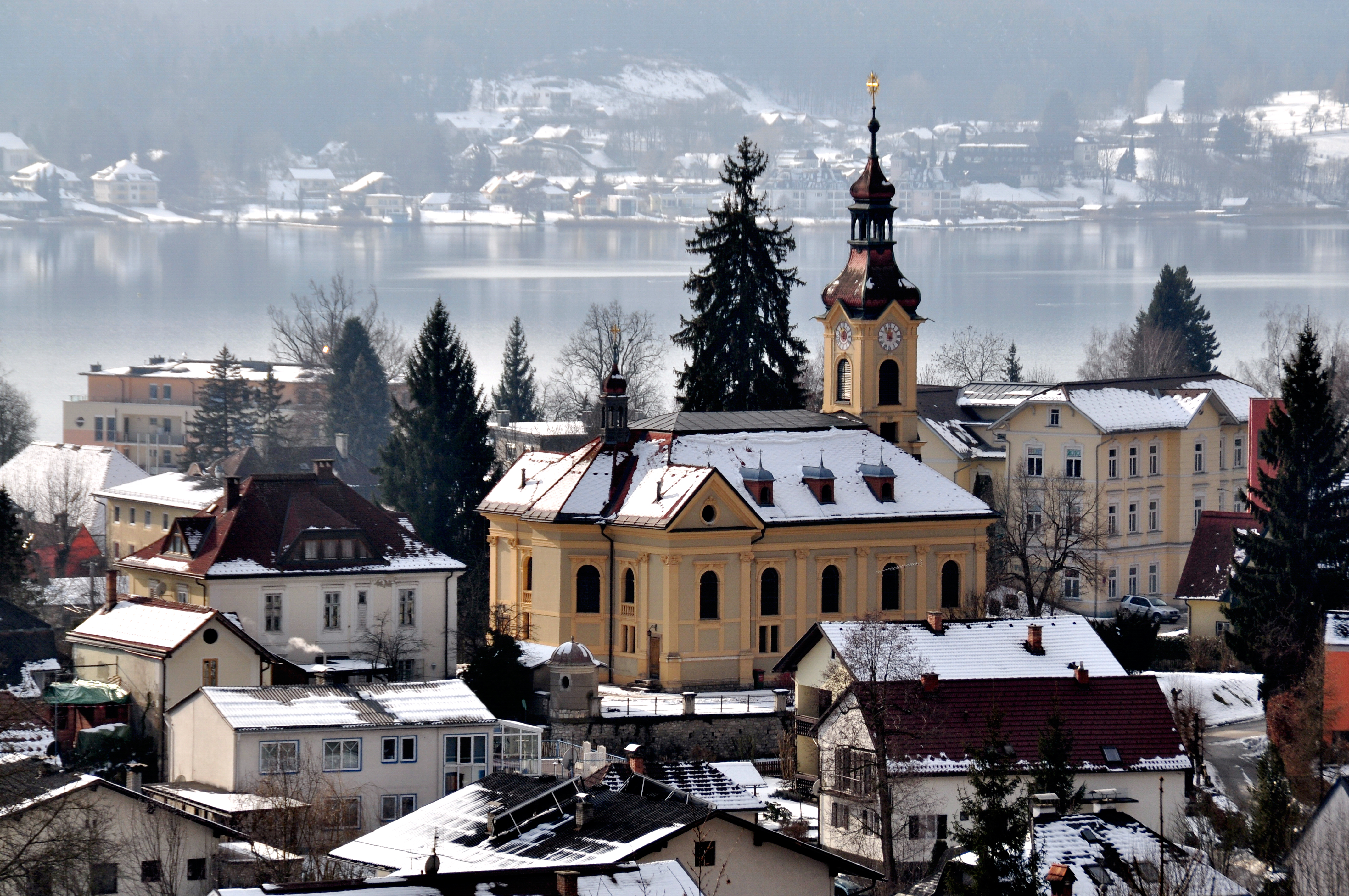
A Keresztelő Szt. János-templom

Pörtschach am Wörther See Karintia déli részén fekszik a Wörthi-tó északi partján, kb. 14 km-re nyugatra a tartományi székhely Klagenfurttól. Az önkormányzathoz csak egy település (Pörtschach am Wörther See) tartozik.
A környező települések: északra Moosburg, keletre Krumpendorf am Wörthersee, délre Maria Wörth, nyugatra Techelsberg am Wörther See.

## Története
Pörtschachban található az egyik, Karintiában többhelyütt megtalálható medencekő, amely a feltételezések szerint a kőkorból származik és kultikus ceremóniák során áldozatok végrehajtására használták: a központi mélyedésbe kisebb állatok vére kerülhetett.
A római időkben a mai település területén haladt át a noricumi főút Velden és Krumpendorf közötti szakasza. 600 körül szláv karantánok települtek a régióba, magának Pörtschachnak is szláv eredetű a neve (porecah = patak mentén élők). Első írásos említése 1150-ből való. Ekkoriban épült Seeburg vára, amelyre ma már csak néhány romos falmaradvény emlékeztet. Templomára 1328-ra hivatkoznak először, ekkor még mint a Mária Wörth-i plébániatemplom fióktemplomára. Mai formájában 1787-ben készült, 1904-ben neoreneszánsz stílusban átépítették.
Leonstein vára szintén a középkorban épült, de a 17. század végére romba dőlt. Tulajdonosai 1490 körül a falu középpontjába épített Leonstain kastélyba költöztek. A reneszánsz kastélyban ma szálloda működik.
A 19. század közepén megindult a Wörthi-tóra alapozott turizmus, amely különösen a hajóközlekedés 1853-as megindulása után kapott lendületet. 1864-ben a vasút (a Bécs-Velence közötti vonal egyik állomásaként) is megérkezett Pörtschachba. Többek között I. Ferenc József, Gustav Mahler és Johannes Brahms is meglátogatta a községet; utóbbi itt dolgozott második szimfóniáján és hegedűversenyén.

## Lakossága
A pörtschachi önkormányzat területén 2016 januárjában 2713 fő élt, ami gyarapodást jelent a 2001-es 2670 lakoshoz képest. Akkor a helybeliek 90,3%-a volt osztrák, 3% horvát, 2,3% német, 1,3% boszniai állampolgár. 75% római katolikusnak, 10% evangélikusnak, 1,6% mohamedánnak, 10% pedig felekezet nélkülinek vallotta magát.

## Látnivalók

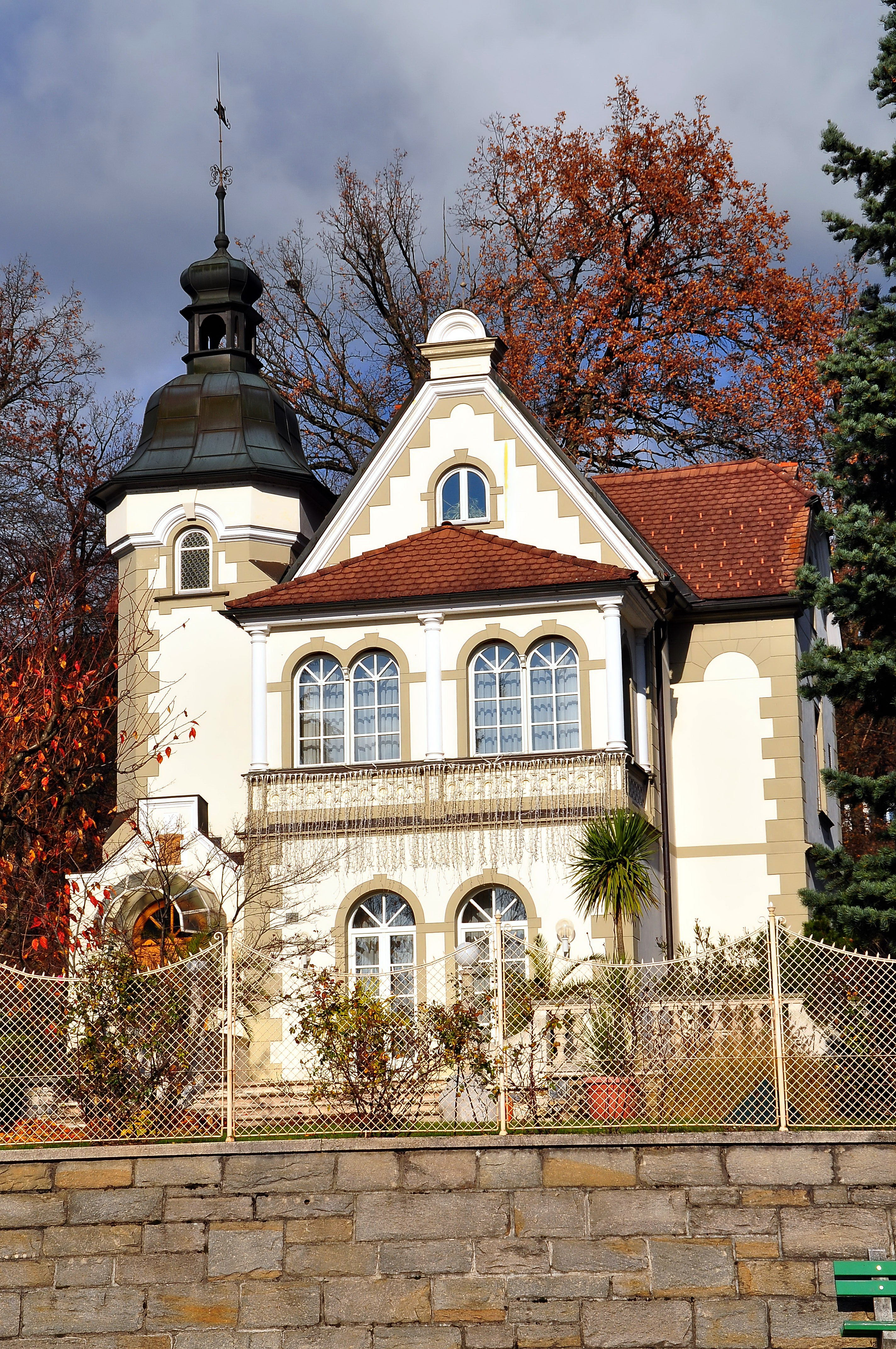
Franz Baumgartner által tervezett villa

- a Keresztelő Szt. János-plébániatemplom 1328-ban már létezett. Az egyházközség 1785-ben vált önállóvá Maria Wörthtől. A templomot 1787-ben átépítették és 1794-ben újra felszentelték. Tornya 1891-ben ledőlt; ezután 1904-ben Josef Viktor Fuchs tervei alapján neoreneszánsz stílusban állították helyre.
- a Szt. Oswald-templom eredetileg román stílusban épült, de a 16., majd 18. században külseje és belseje jelentősen megváltozott.
- Leonstein várának romjai
- a Leonstain-kastély
- a 20. század elején, sajátos stílusban épült villák Franz Baumgartner, Josef Victor Fuchs és Carl Langhammer tervei alapján
- múzeumok és galériák (levelezőlap-múzeum, Brahms-múzeum, Tichy-galéria, Loisel-galéria
- Hohe Gloriette kilátópont
- a több száz éves hársfa, amely alatt állítólag Napóleon is megpihent.
- a jégkorszaki gleccserek csepegő vize által kivájt kis gleccsermedence a település keleti határánál

## Híres pörtschachiak
- Josef Tichy (1922–2001) festő, grafikus
- Hugo Meurer (1869–1960) tengernagy
- Johannes Brahms itt töltötte a nyarait 1877-1879 között

## Testvértelepülések
- Rivignano (Rivignano Teor része) (Olaszország)

## Fordítás
- Ez a szócikk részben vagy egészben  a   Pörtschach am Wörther See című német Wikipédia-szócikk ezen változatának fordításán alapul.  Az eredeti cikk szerkesztőit annak laptörténete sorolja fel. Ez a jelzés csupán a megfogalmazás eredetét és a szerzői jogokat jelzi, nem szolgál a cikkben szereplő információk forrásmegjelöléseként.